# أكمية صوفية
أكمية صوفية (الاسم العلمي:Aechmea lanata) هي نوع من النباتات تتبع جنس الأكمية من الفصيلة البروميلية.